# مهتاب (شعر نیما یوشیج)
«مهتاب» از مشهورترین اشعار نیما یوشیج است.

می‌تراود مهتاب

می‌درخشد شبتاب،

نیست یکدم شکند خواب به چشم کس و لیک

غم این خفتهٔ چند

خواب در چشم ترم می‌شکند.

نگران با من استاده سحر

صبح می‌خواهد از من

کز مبارک دم او آورم این قوم به جان باخته را بلکه خبر

در جگر لیکن خاری

از ره این سفرم می‌شکند.

نازک آرای تن ساق گلی

که به جانش کِشتم

و به جان دادمش آب

ای دریغا! به برم می‌شکند.

دست‌ها می‌سایم

تا دری بگشایم

بر عبث می‌پایم

که به در کس آید

در و دیوار بهم‌ریخته‌شان

بر سرم می‌شکند.

می‌تراود مهتاب

می‌درخشد شبتاب

مانده پای آبله از راه دراز

بر دم دهکده مردی تنها

کوله‌بارش بر دوش

دست او بر در، می‌گوید با خود:

غم این خفتهٔ چند

خواب در چشم ترم می‌شکند.

## بازآفرینی
احمد شاملو این شعر را در آلبوم شعرهای نیما دکلمه کرده‌است.
«مهتاب» یکی از قطعات آلبوم ری‌را از سهیل نفیسی است.